# Strijthagerbeekdal (dal)

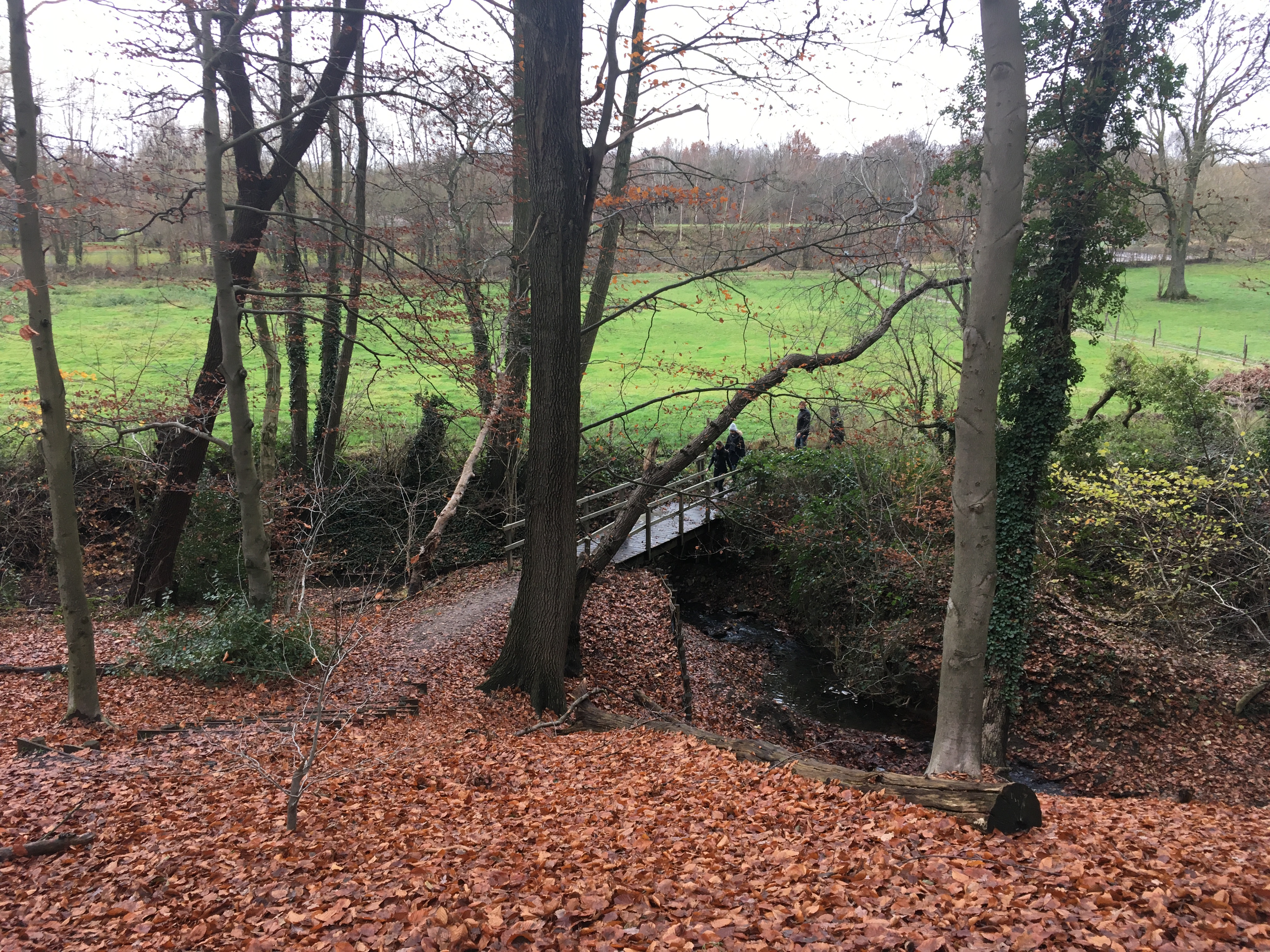
Bruggetje over de Strijthagerbeek.

Het Strijthagerbeekdal is een dal in het Heuvelland van Zuid-Limburg in de Nederlandse gemeenten Landgraaf en Kerkrade. Een groot deel van het beekdal is onderdeel van het Park Gravenrode. Het beekdal vormt het stroomgebied van de Strijthagerbeek.

## Geografie
Het beekdal heeft een lengte van ongeveer 3,5 kilometer en buigt in het noorden af naar het oosten. Het dal strekt zich uit van de hoeve Winselerhof in het zuiden tot aan Eygelshoven in het noordoosten. In Eygelshoven mondt het Strijthagerbeekdal uit in de Anstelvallei. In het zuiden wordt het dal begrensd door het Plateau van Spekholzerheide. Ten oosten en westen van het dal ligt een lage rug, het Plateau van Schaesberg, die in het noorden overgaat in het Plateau van Nieuwenhagen dat de noordelijke begrenzing van het dal vormt. Het dal wordt ingeklemd door verschillende wijken met in het westen Schaesberg en Eikske, in het zuiden Terwinselen en in het oosten bedrijventerrein Dentgenbach.
Ten zuidwesten van het dal is de Wilhelminaberg opgeworpen met restgesteente uit de Staatsmijn Wilhelmina.
Het beekdal is asymetrisch waarbij de oosthellingen steil zijn en de westhellingen flauw. Op de steilere hellingen van het dal groeit veelal bos.

## Gelegen in het dal
In het dal liggen buurtschap Oude Hopel, Hopel en het westelijke deel van Eygelshoven. In het dal liggen verder de hoeve Winselerhof, de hoeve Overstehof, het Kasteel Strijthagen, de Strijthagermolen en Mondo Verde.
Tussen de hoeve Overstehof en Kasteel Strijthagen zijn er visvijvers aangelegd.
In het dal ligt ook het natuurgebied Strijthagerbeekdal van Natuurmonumenten.

## Geologie
Het beekdal is uitgesneden door de Strijthagerbeek die Tertiair zand en klei uit de Formatie van Rupel en Formatie van Breda heeft weggeërodeerd. In het Pleistoceen zijn door de Oostmaas Maasgrind en -zand afgezet van het Laagpakket van Simpelveld en werd er door de wind löss afgezet van het Laagpakket van Schimmert.